# „Nyelvem hegyén” jelenség
„Nyelvemen van” jelenség vagy „nyelvem hegyén” jelenség (angol nyelven: tip of the tongue vagy tip of the tongue phenomenon) az az eset, amikor nem jut eszünkbe egy keresett szó, de úgy érezzük, hogy mindjárt kimondjuk. Keresési hiba jele.

## Formái
Előfordul, hogy a célszó hangalakját nem tudjuk felidézni.
A másik lehetőség, hogy a keresett szó egyes tulajdonságai felidéződnek számunkra, így például: hangrend, hangsúlyos szótag helye,... mégis képtelenek vagyunk kimondani.

## Kísérőjelenségei
Az úgynevezett „csúf nővér jelenség” az a helyzet, amikor mindenáron igyekszünk a helyes szót előhívni, de ismételten egy másik helytelen szó jut eszünkbe helyette.
Az is gyakori, hogy a keresett szó helyett csak a fonológiailag hasonló szavakat tudjuk előhívni.
Amikor egy szót megpróbálunk aktiválni fonológiai alapon akkor mindig vagy a szó eleje, vagy a szó vége aktiválódik a szónak: ezt nevezzük fürdőkád-hatásnak, ahogyan egy fürdőkádban ülő embernek a feje, illetve a lába látszik ki a vízből. 
Brown és McNeill kísérletében a kísérleti személyeknek ritka szavak definícióit mondták, és a definiált szót  kellett megnevezniük.
Ha a megnevezés sikertelen volt, akkor a jellemzőit kellett körülírni. Ha nem sikerült az előhívás, majd a célszót a kísérletvezetők bemutatták, a kísérleti személyek biztonsággal fel tudták ismerni azt.

## A jelenség magyarázata
A jelenség a verbalizációs problémák egy altípusa. A lexikai egység nem jut teljes egészében eszünkbe, s ezért nem tudjuk a szót verbalizálni.
„A nyelvemen van” jelenség az úgynevezett megakadásjelenségek csoportjába tartozik, amelyek a spontán beszéd folyamatosságát megakasztó jelenségek. Olyan megakadásjelenség, amely a mentális lexikonhoz való hozzáférés hibájára utal, a lexikai hozzáféréshez köthető.
A nyelvbotlástól annyiban tér el „a nyelvemen van” jelenség, hogy míg az előbbinél két vagy annál több elem hat egymásra; az utóbbinál egy nyelvi elem előhívása marad teljesen vagy részlegesen sikertelen.
Lehet olyan zavarok következménye is, mint az afázia vagy a demencia.

## Kiegészítő fogalommeghatározások
- Megakadásjelenség: gyűjtőfogalom, mely alatt a spontán beszédben fellépő és annak folytonosságát megzavaró különféle hibákat értik.
- Mentális lexikon: az adott nyelvvel kapcsolatos tudás, lista az adott nyelv szavairól. Tartalmazza a tanulás során megismerhető nyelvi egységek listáját, valamint olyan információkat is, melyek szükségesek ezen mentális egységek sikeres használatához a kommunikáció során.
- Előhívás: a korábban elraktározott információ hozzáférésének módja.
- Afázia: beszédzavar, mely jelentheti a beszéd megértésének és a beszéd produktumának zavarát. (A nyelvem hegyén jelenséget az utóbbihoz kötjük.)
- Demencia: szellemi hanyatlás, leépülés; kísérő tünetei közt szerepel többek között a beszédmegértés vagy kifejezés zavara.